# Susumu Kagawa
Susumu Kagawa (香川 征, Kagawa Susumu), (Takamatsu, prefectura de Kagawa, 18 de desembre de 1944 - 7 d'abril de 2021) va ser un uròleg japonès i coautor de 41 articles reconeguts pels col·legues, tots disponibles a Web of Science i PubMed. També és president de la Universitat de Tokushima.
Entre d'altres, va estudiar els efectes de l'exposició a la radiació electromagnètica emesa per un telèfon mòbil sobre el comportament sexual en un conill masculí adult: un estudi observacional. Amb Nader Salama, T Kishimoto i H-o Kanayama (Novembre de 2009)